# TODAY IS ANOTHER DAY
『TODAY IS ANOTHER DAY』（トゥデイ・イズ・アナザー・デイ）は、日本の歌手・坂井泉水によるソロユニット・ZARDが1996年7月8日にB-Gram RECORDSから発売した7枚目のオリジナルアルバムである。

## 内容
- この作品からプロデューサーが坂井泉水名義になった。
- 初めて全収録曲を解説したライナーノーツが付いた（ちなみに、このライナーノーツではZARDのことを「彼ら」と表現している）。
- 当時はFIELD OF VIEWへの楽曲提供が多かったため、そのセルフ・カバーが3曲も収録されており、本作ではセルフ・カバー曲が合わせて4曲も収録されている。
- 3rdアルバム『HOLD ME』以来、久々にカップリング曲がアルバムに収録された（16thシングル『サヨナラは今もこの胸に居ます』のカップリング「眠り」）。
- 全12曲中既出の曲は、シングル、カップリング、セルフ・カバー合わせて9曲となっていて、アルバムオリジナル曲は3曲のみである。本作から9thアルバム『時間の翼』まで、アルバムオリジナル曲が3曲のみという傾向が続いている。
- 「マイ フレンド」発売当時は、1996年春にアルバムがリリースされる予定であると告知されていたが、制作上の都合で一度延期されていた。
- ジャケット写真及びブックレット撮影はモナコで行われた

## チャート成績
- オリジナルアルバムでは自身最高の初週77.4万枚を記録し、2週目でミリオンを達成した。

## 収録曲
| 全作詞: 坂井泉水。 |                                            |           |                     |            |      |
| #                  | タイトル                                   | 作詞      | 作曲                | 編曲       | 時間 |
| 1.                 | 「マイ フレンド」                          | 坂井泉水  | 織田哲郎            | 葉山たけし | 4:19 |
| 2.                 | 「君がいたから」                           | 坂井泉水  | 織田哲郎            | 葉山たけし | 4:19 |
| 3.                 | 「サヨナラは今もこの胸に居ます」           | 坂井泉水  | 栗林誠一郎          | 葉山たけし | 5:03 |
| 4.                 | 「LOVE〜眠れずに君の横顔ずっと見ていた〜」 | 坂井泉水  | 栗林誠一郎          | 明石昌夫   | 5:22 |
| 5.                 | 「DAN DAN 心魅かれてく」                   | 坂井泉水  | 織田哲郎            | 池田大介   | 4:29 |
| 6.                 | 「眠り」                                   | 坂井泉水  | 坂井泉水            | 池田大介   | 4:56 |
| 7.                 | 「心を開いて」                             | 坂井泉水  | 織田哲郎            | 池田大介   | 4:05 |
| 8.                 | 「突然」                                   | 坂井泉水  | 織田哲郎            | 葉山たけし | 4:32 |
| 9.                 | 「今日も」                                 | 坂井泉水  | 織田哲郎            | 葉山たけし | 4:22 |
| 10.                | 「Today is another day」                   | 坂井泉水  | 織田哲郎            | 池田大介   | 5:15 |
| 11.                | 「愛が見えない」                           | 坂井泉水  | 小澤正澄（PAMELAH） | 葉山たけし | 4:01 |
| 12.                | 「見つめていたいね」                       | 坂井泉水  | 栗林誠一郎          | 明石昌夫   | 6:15 |
| 合計時間:          | 合計時間:                                  | 合計時間: | 合計時間:           | 56:58      |      |

## 楽曲解説
1. マイ フレンド
  - 17thシングル表題曲。
2. 君がいたから
  - 前年、FIELD OF VIEWに提供し90万枚を売り上げた「君がいたから」のセルフカバー。原曲同様、葉山たけしが編曲を担当しているが、坂井のボーカルを前面に出した穏やかなアレンジとなっている。原曲はフジテレビ系ドラマ『輝く季節の中で』の主題歌であり、坂井がコーラスで参加している。本作収録のカバー版も同ドラマの挿入歌として発売前から使用されていた。
  - 坂井泉水死後、2007年発売のセレクションアルバム『Brezza di mare 〜dedicated to IZUMI SAKAI〜』にはミックスを変えたバージョンが収録。
3. サヨナラは今もこの胸に居ます
  - 16thシングルの表題曲。今回の収録でボーカルをリテイク、またMixを「Vo.やや小」バージョンにしたものが収録されている（「music freak magazine」vol.153 2007年9月号 p.16）。なお、栗林誠一郎のゲストボーカルはそのまま。
4. LOVE〜眠れずに君の横顔ずっと見ていた〜
  - 同年、Barbierに提供した「LOVE〜眠れずに君の横顔ずっと見ていた〜」のセルフカバー。フェイク・ボーカルは生沢佑一、坪倉唯子らによるものである。2コーラス目からボーカルを半音、器械で上げた声が採用されている。
  - オリジナルカラオケの音盤化はされていなかったが、2018年1月10日発売「ZARD CD＆DVD COLLECTION　第24号　My Baby Grand ~ぬくもりが欲しくて~ 」の付属CDにて初音盤化された。
5. DAN DAN 心魅かれてく
  - 同年発売のFIELD OF VIEWの「DAN DAN 心魅かれてく」のセルフカバー。原曲はドラゴンボールGTのテーマソングであった。アレンジが葉山たけしから池田大介に替わっている。この曲も2コーラス目からボーカルを器械で半音上げたものが使われている。
  - 王道アニメソングとして人気が非常に高い（1999年発売『ZARD BEST 〜Request Memorial〜』では投票34位で未収録も、2025年発売『ZARD Best Request 〜35th Anniversary〜』では投票14位と大幅ランクアップで収録）2016年発売『ZARD Forever Best 〜25th Anniversary〜』にも収録。
  - オリジナルカラオケは、2018年2月7日発売「ZARD CD＆DVD COLLECTION　第26号　DAN DAN 心魅かれてく」の付属CDにて初音盤化された。
6. 眠り
  - 16thシングル「サヨナラは今もこの胸に居ます」のカップリング曲。シングルバージョンではなく、ローリング・ストーンズ、レッド・ツェッペリン、ヴァン・ヘイレンなどを手掛けたAndy Johnsの手によってリミックスを施されたバージョンが収録されている。2ndアルバム『もう探さない』収録曲「いつかは…」以来4年半ぶりに坂井泉水が作曲を担当した。
  - 1999年発売『ZARD BEST 〜Request Memorial〜』には投票28位で未収録だったが、c/w曲としては最も人気が高かった。
  - 坂井の死去直後、2007年発売の『Brezza di mare 〜dedicated to IZUMI SAKAI〜』の特典DVDにて本楽曲の歌唱PVが初公開された。
7. 心を開いて
  - 18thシングルの表題曲。本作に収録されている「眠り」同様、Andy Johnsによるミックス（本曲はシングルバージョンの時点で彼によるミックスである）。
8. 突然
  - 前年、FIELD OF VIEWに提供しミリオンセラーとなった「突然」のセルフカバー。冒頭のコーラスは楠瀬誠志郎である。
  - セルフカバー作品では最も人気があり、毎回ファン投票上位で収録されている（1999年発売『ZARD BEST 〜Request Memorial〜』で投票10位、2008年発売『ZARD Request Best 〜beautiful memory〜』で投票27位、2025年発売『ZARD Best Request 〜35th Anniversary〜』で投票28位）
  - 2016年発売『ZARD Forever Best 〜25th Anniversary〜』にも収録。
オリジナルカラオケの音盤化はされていなかったが、2018年5月30日発売「ZARD CD＆DVD COLLECTION　第34号　突然」の付属CDにて初音盤化された。
9. 今日も
10. Today is another day
  - 今作の表題曲。当初のタイトルは「今日が変わる」だった。ホーン・セクションが導入されており、とくにバリトンサックスのアレンジにこだわったとのこと（『Golden Best ～15th Anniversary～』ライナーノーツより）。長戸大幸から『ボブ・ディラン』の「My Back Pages」を参考にアレンジしてみて欲しいと依頼された。大田紳一郎がコーラスを担当している。
  - 2004年の初のライブツアーでも歌われている。
  - 同年に放送されたアニメ『YAWARA!』のテレビスペシャル「YAWARA!〜ずっと君のことが〜」のテーマソングとなった。
  - 坂井自身もこの楽曲を気に入っており、2006年発売のベストアルバム『Golden Best ～15th Anniversary～』には選曲。
  - ファン人気も高い楽曲の１つ（1999年発売『ZARD BEST 〜Request Memorial〜』では投票20位で未収録も、2025年発売『ZARD Best Request 〜35th Anniversary〜』では投票17位で収録）。2016年発売の『ZARD Forever Best 〜25th Anniversary〜』にも収録。
  - オリジナルカラオケの音盤化はされていなかったが、2018年5月16日発売「ZARD CD＆DVD COLLECTION　第33号　Today is another day」の付属CDにて初音盤化された。
11. 愛が見えない
  - 15thシングル表題曲。
12. 見つめていたいね
  - 前述のYAWARA!スペシャルの挿入歌として使用された。
  - スタジオであるファンレターを読んでいたとき、坂井はZARDファンの仙台市の高校生がバイクで事故死したことを知る。そのファンレターにはその死と真正面に向き合った生徒たちと家族を案じる担任の気持ちが綴られていた。歌詞中の「3Gのキーパー」とは、彼のことを指している（「3G」は3年G組のこと）。歌詞の最後にも「Dedicate to KIYOTAKA SATOH」と書かれている。
  - 坂井自身もこの詞を大変気に入っており、2007年発売『Soffio di vento 〜Best of IZUMI SAKAI Selection〜』に収録された。
  - 演奏時間は6分17秒と「あなたに帰りたい」と並んでZARDのオリジナル曲の中では最も長い。

## 参加ミュージシャン
ZARD
- 坂井泉水：Vocal

Guest  Musicians
- 栗林誠一郎：Voices
- 楠瀬誠志郎：Voices
- 坪倉唯子：Voices
- 川島だりあ：Voices
- 生沢佑一：Voices
- 牧穂エミ：Voices
- 大田紳一郎：Voices
- 村上恭太郎：Voices
- KENJI MASUHARA：Voices
- WAKAKO MAEJIMA：Voices
- RYO TACHIHARA：Voices
- AKIRA SAEBA：Voices
- TOSHIKI HARUNA：Voices
- 葉山たけし：Additional Guitar
- 鈴木英俊：Additional Guitar
- 明石昌夫：Additional Bass
- 小野塚晃：Additional Keyboards
- 池田大介：Additional Keyboards
- 沓野行秀：Percussion
- 勝田一樹：Tenor Saxophone
- Brass Section
  - 佐々木史郎：Trumpet
  - 澤野博敏：Trumpet
  - 河合伸哉：Trombone
  - 山本一：Bariton Saxophone
- 篠崎ストリングス：Strings Section